# Tapinanthus glaucophyllus
Tapinanthus glaucophyllus är en tvåhjärtbladig växtart som först beskrevs av Adolf Engler, och fick sitt nu gällande namn av Danser. Tapinanthus glaucophyllus ingår i släktet Tapinanthus och familjen Loranthaceae. Inga underarter finns listade i Catalogue of Life.